# Tocantins (Minas Gerais)
Tocantins é um município brasileiro do estado de Minas Gerais. Localiza-se a uma latitude de 21º10'30" sul e  uma longitude de 43º01'18" oeste, estando a uma altitude de 364 metros e uma distância de aproximadamente 280 km da capital do estado, Belo Horizonte. A unidade territorial tem uma área de 173.866 km² e a população em 2022 era de 16 185 habitantes.

## História
A fundação do povoado que deu origem ao município está relacionada aos conflitos de terras entre brancos e índios na região durante os séculos XVIII e XIX. Nessas lutas, ficou famoso o padre Manuel de Jesus Maria, pelos novos processos usados no aldeamento dos Coroados e Coropos.
A povoação desenvolveu-se num vale ao longo do rio Paraopeba, região habitada por índios das tribos cropo e goitacá. O lugar era ponto de descanso de tropeiros que, certa vez, trouxeram uma imagem de São José e a deixaram numa prateleira do acampamento.
Assim, em torno da devoção dos que ali passavam em direção às cidades de Ubá e de Visconde do Rio Branco, surgiu o primeiro nome do vilarejo: São José da Prateleira, que posteriormente passou a ser denominado São José do Paraopeba. Chamou-se, mais tarde, São José do Tocantins, tornando-se município de Tocantins em 1948, com território desmembrado de Ubá.
Fonte: Secretaria da Cultura em : 1 de outubro de 1999

## Turismo
- Festa do Padroeiro São José: Acontece durante o triduo de São José. A imagem do santo, visita as "comunidades" de São Gabriel, Grama e Patrimônio. De uma comunidade para a outra a imagem é levada em procissão com afluxo de 1.500 a 3.000 pessoas,com cantos e meditação do rosário. No dia 19 é levada para a Igreja Matriz onde é feita a celebração da Santa Missa com ofertório de 18 comunidades pertencente a paróquia.

- Jubileu do Sr. Bom Jesus e N. Srª das Dores: Procissão de abertura com as imagens do Senhor dos Passos e Nossa Senhora das Dores. Artísticas imagens talhadas em madeira pelo artista Antônio Benedicto de Santa Bárbara - conhecido por Mestre Santa Bárbara, entalhador natural de Mariana, que faleceu em Mercês do Pomba em 1900.

- Carnaval: As escolas de samba se preparam durante todo o ano para o desfile. As alas e os carros alegóricos são caracterizados de acordo com o enredo da escola. Em dois dias de carnaval as escolas desfilam pela avenida. Após o desfile das escolas é realizado o carnaval de rua.

- Semana do Tocantinense Ausente: Apresentação de vários conjuntos musicais de município, da região e de outros Estados. Realização de gincana competitiva, onde as equipes cumprem tarefas que mostram a história e a cultura do município. Há competições esportivas, e outros.

- Aniversário da Cidade: Comemoração composta de desfile estudantil, apresentação de artistas, manifestações culturais locais, rodeio, leilão de gado e espetáculo pirotécnico.

## População
Total de Habitantes: 15823 (IBGE 2010)
Total de Eleitores:  11955(TSE 2006)
População Urbana: 12909
População Rural: 2914
Possui uma área de 173,866 km².